# Botarguero
Botarguero es la persona dentro de un disfraz denominado botarga que representa personajes en su mayoría ficticios para llevar a cabo un fin publicitario o de entretenimiento.
La actividad de un botarguero consiste en llamar la atención de las personas de una manera visual ya sea para entretener a un público definido en festejos o reuniones como también para llevar a cabo eventos publicitarios que den realce a una empresa o un evento especial que incentive a los consumidores a participar en la compra de un producto, esta sirve no solo para canalizar la expresión común de los convencidos del disfraz, sino que anima a que otros muchos, que nunca se habían disfrazado, lo hagan apoyados en el proyecto que se siente como propio y de todos.
Debido a esto un botarguero colabora con la animación sociocultural ya que la UNESCO la define como  "el conjunto de prácticas sociales qué tiene como finalidad estimular la iniciativa y la participación de las comunidades en el proceso de su propio desarrollo y, en la dinámica global de la vida sociopolítica en que están integradas".

## Las botargas en la actualidad
Actualmente la mayoría de los personajes que desempeñan los botargueros son personajes de películas de ciencia ficción, súper héroes populares extraídos de cómics y dibujos animados infantiles, personificándolos y recreando las acciones que normalmente desempeñan en el mundo ficticio en que se desarrollan.
Los parámetros importantes para el éxito de una botarga es el acercamiento con la gente, una actitud amigable que no inspire miedo ni agresividad, una expresión impactante basada en sus ojos y boca.
Los materiales usados para la elaboración de una botarga se compone de hule espuma, tela, nailon, fibra de vidrio, esponja y fomi de alto calibre, los zapatos están hechos a base de hule espuma para una fácil adherencia a los pies del botarguero; el tiempo de elaboración varía de 5 a 20 días dependiendo la complejidad del diseño, la altura promedio de la botarga es de dos metros con un peso de 20 kilogramos aproximadamente, la altura del botarguero oscila entre 1.65 y 1.68 metros; algunas botargas cuentan con un sistema de ventilación con baterías de 6 horas para mantener fresca a la persona que se encuentre dentro.

## Origen del botarguero
La difusión de este concepto tiene lugar a partir de la literatura de Lope de Vega para referirse personas con vestimentas ridículas y carnavalescas que desempeñan papeles en sus obras teatrales. Originalmente los primeros botargueros eran una especie de iconos en la antigua cultura de Guadalajara y el papel que desempeñaban era el de bailar y cantar con toques de magia para que las cosechas fueran más ricas y como consecuencia el pueblo fuera feliz; sin embargo después la figura de botarga se acerca más a la concepción actual cuando es absorbida por la religión en la tradición celebrada en Retiendas, Guadalajara en el día de la Candelaria o Purificación, en ellas el botarguero porta paños rojos y amarillos, usa una máscara monstruosa y un capuchón, tiene varias orejas y un aspecto mitad animal mitad humano. Como parte de la tradición el botarguero salta sobre la hoguera y se revuelca en cenizas para después aventarlas a las mujeres para purificarlas. Al momento en que hace su procesión el botarguero exclama expresiones como "Viva la Virgen Santísima" al tiempo que se movía ritmicamente.

## Historia en México
El concepto de animación llegó a Hispanoamérica a partir de la colonia con los juglares, así mismo llegaron otras figuras importantes tales como trovadores, castillos, torneos. En un inicio el hispanoamericano acepta este cambio sin embargo poco después recapacita y regresa a su trasfondo indígena.
Aunque no se sabe cuándo llegó el concepto de botarga a México se cree que la primera en aparecer como elemento publicitario y de animación fue Barney y que su apogeo fue hace 15 años